# Koniecpol
Koniecpol ist eine Stadt im Powiat Częstochowski, Woiwodschaft Schlesien in Polen und Sitz der Stadt-Land-Gemeinde Koniecpol.

## Geografie
Koniecpol liegt in dem Hügelland zwischen Częstochowa und Krakau an der Pilica. 74 km nordöstlich von Kattowitz und 40 km östlich von Częstochowa an der Woiwodschaftsgrenze zur Woiwodschaft Heiligkreuz.

## Gemeinde
Die Gemeinde hat eine Flächenausdehnung von 146,75 km², davon werden 58 % landwirtschaftlich genutzt und 24 % sind mit Wald bedeckt.

## Geschichte

### Bis 1938
Das deutsche Stadtrecht erhielt Koniecpol am 29. Dezember 1443 vom polnischen König Władysław Warneńczyk. Eine wirtschaftliche Blüte erlebte die Stadt im 16. Jahrhundert. 1559 wurde der Stadt durch König Sigismund II. August das Recht auf Brückenzoll und das Marktrecht verliehen. Im 17. Jahrhundert wurde die Stadt durch Kriege und Brände mehrfach zerstört. Im 18. Jahrhundert verlor Koniecpol an wirtschaftlicher Bedeutung. 1815 wurde die Stadt Teil von Kongresspolen. 1827 wurde damit begonnen ein Stahlwerk in der Stadt zu errichten. Im Zuge des Januaraufstand 1863 gegen die russische Herrschaft kam es zu mehreren Gefechten in der Nähe der Stadt. Im Jahr 1870 wurde der Stadt das Stadtrecht, als Strafaktion, durch den Zaren aberkannt.
Die wirtschaftliche Entwicklung wurde positiv durch die Eröffnung der Bahnlinie von Częstochowa nach Kielce 1903 beeinflusst. 1927 erhielt Koniecpol das Stadtrecht wieder zuerkannt.

### 1939 bis heute
Am 3. September 1939 wurde Koniecpol beim Überfall auf Polen von der deutschen Wehrmacht besetzt. Wie in ganz Polen so kam es auch in Koniecpol zu massenhaften Morden, Vertreibungen, Vergewaltigungen und Plünderungen durch die deutsche Besatzungsmacht. Im Dezember 1939 wurden 1.000 Menschen aus Posen und Wrześni in die Stadt gebracht. Ab Oktober 1942 wurde damit begonnen, die Juden in die Konzentrationslager zu bringen. Die Einwohnerzahl von Koniecpol sank dadurch um 30 %. Am 15. Januar 1945 wurde Koniecpol von der Roten Armee befreit.
1953 wurde ein Holzfaserplatten-Werk in Betrieb genommen. In den Jahren 1957 und 1960 wurde es erweitert.
In den Jahren 1975 bis 1998 gehörte die Gemeinde zur Woiwodschaft Częstochowa.

## Wirtschaft und Verkehr
Durch Koniecpol verläuft die Woiwodschaftsstraße 786 von Częstochowa nach Kielce und hier beginnt die Woiwodschaftsstraße 794 nach Krakau.
Außerdem liegt die Stadt am Abzweig der Bahnstrecke Kozłów–Koniecpol von der Bahnstrecke Kielce–Fosowskie.

## Sehenswürdigkeiten

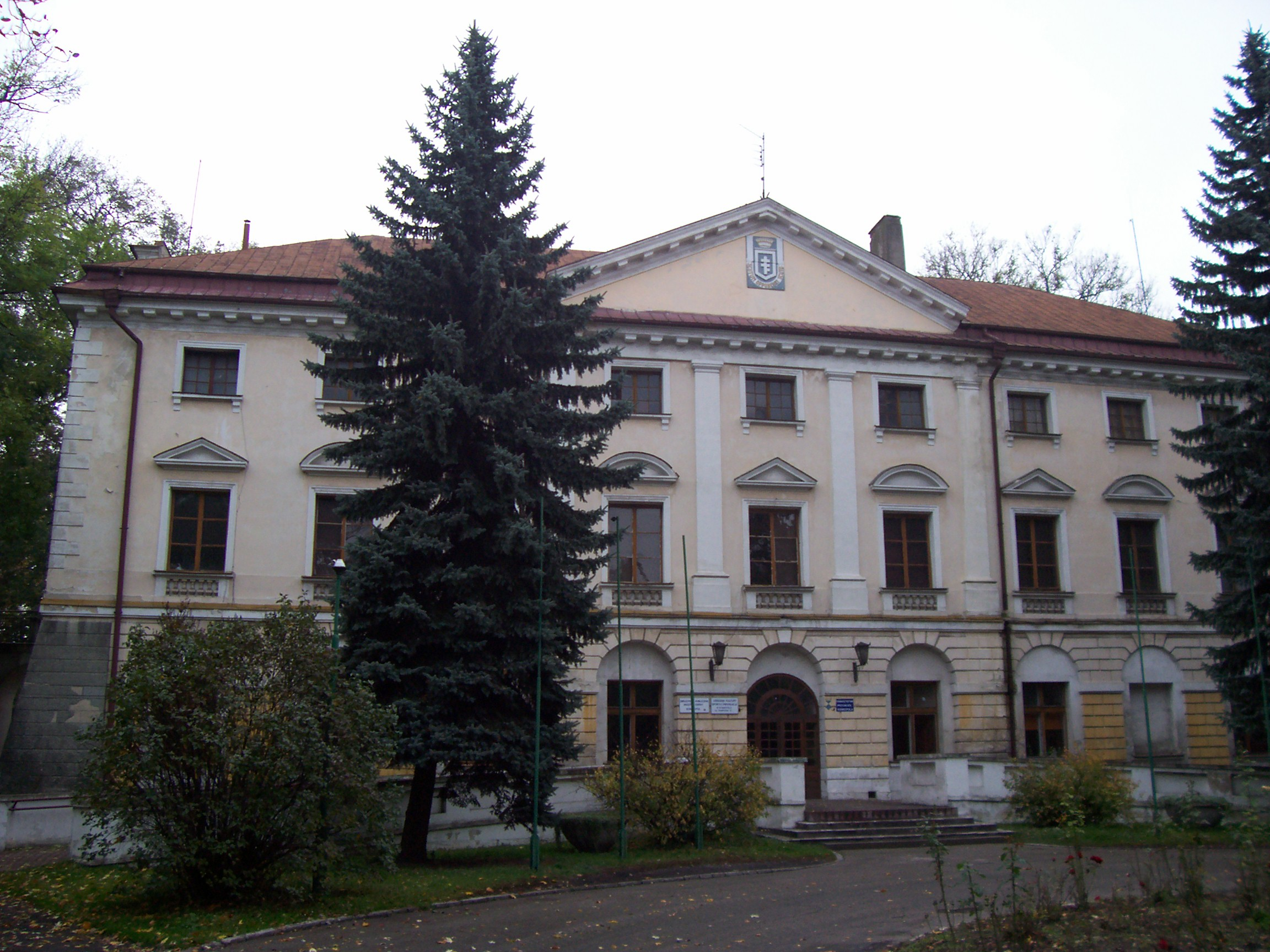
Der Palast in Koniecpol

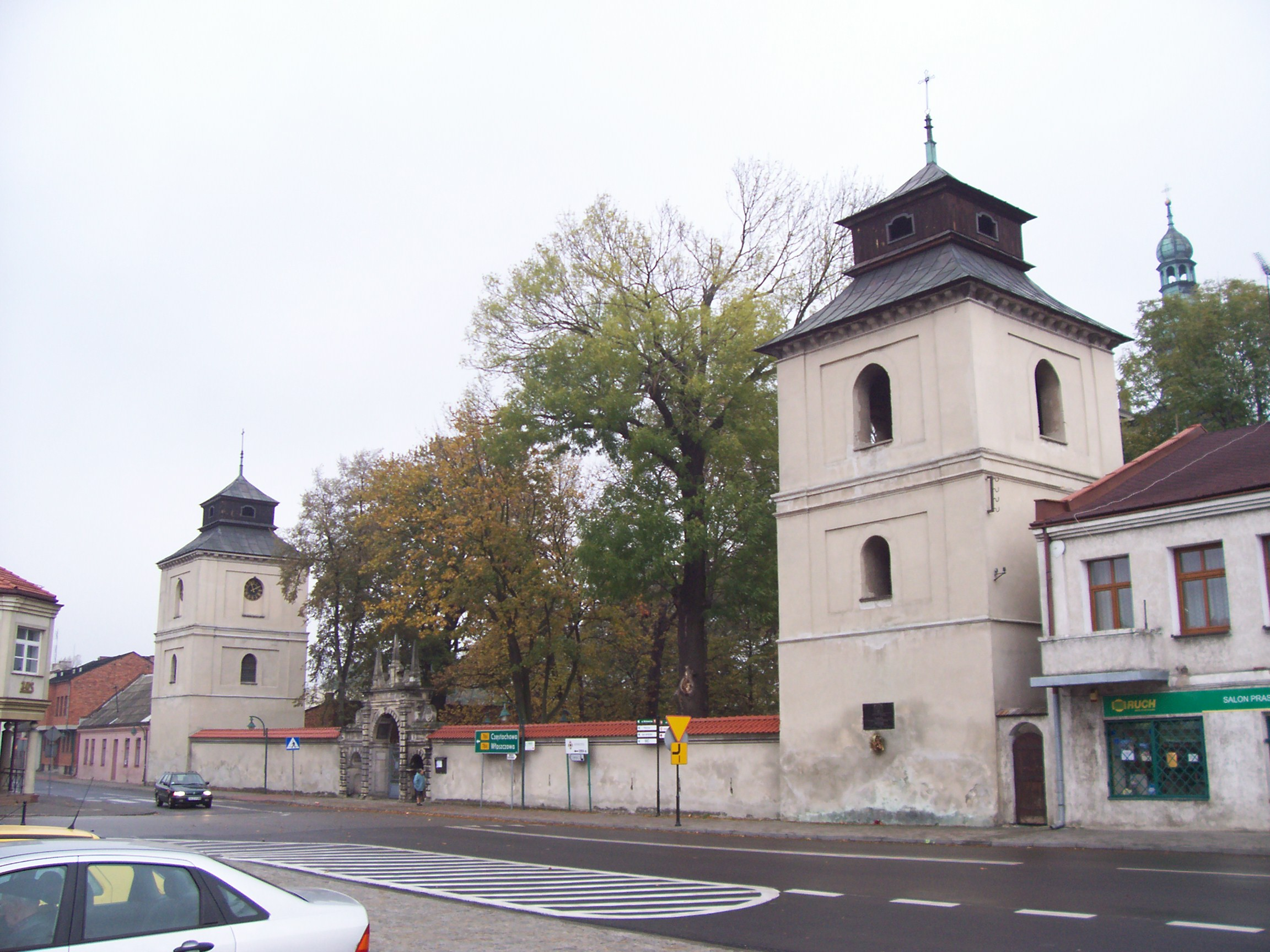
Kirchhof-Befestigung von St. Trójcy

- Der ewige Palast (Schlossanlage aus dem 17. bis 19. Jahrhundert)
- Pfarrkirche St. Trójcy (Heilige Dreifaltigkeit)
- Pfarrkirche St. Michała Archanioła (Erzengel Michael)[2]

## Söhne und Töchter der Stadt
- Stanisław Koniecpolski (1594–1646), polnischer Adliger